# Crawford Howell Toy
Crawford Howell Toy est un hébraïsant chrétien américain des XIXe et XXe siècles (1836-1919) 

## Éléments biographiques
Né à Norfolk (Virginie), le 23 mars 1836, il prit ses grades à l'Université de Virginie en 1856, et étudia à l'Université de Berlin de 1866 à 1868. De 1869 à 1879, il fut professeur d'hébreu au Southern Baptist Theological Seminary (d'abord à Greenville (Caroline du Sud) puis, après 1877, à Louisville (Kentucky)). En 1880 il devint professeur de langues hébraïques et orientales à l'Université Harvard, où jusqu'en 1903 il fut également Dexter lecturer de littérature biblique.
Il collabora également à la rédaction de la Jewish Encyclopedia, de 1901 à 1906.

## Controverses
Pendant que Toy était professeur au Southern Baptist Theological Seminary de Louisville, il fut impliqué dans l'une des premières controverses théologiques de la Southern Baptist Convention, fondée en 1859. Sous l'influence de l'enseignement critique de la Bible et des progrès de la science, Toy commença son évolution intellectuelle qui finit par lui coûter sa chaire à la Southern. Il commença à regarder les théories de Darwin comme la vérité révélée par Dieu « dans la forme qui convenait à son temps ». Ayant assimilé l'approche de l'Ancien Testament grâce à « l'histoire des religions » telle que l'avait popularisée en Europe Julius Wellhausen, Toy en vint à croire que les écrivains du Nouveau Testament - en utilisant l'herméneutique rabbinique de leur époque – avaient mal compris le sens original de plusieurs passages de l'Ancien Testament (par exemple, Psaumes 16:10 ou Isaïe 53) lorsqu'ils y avaient introduit une accentuation christologique.
Le président fondateur de la Southern, le Dr. James P. Boyce, demanda à Toy qu'il s'abstînt d'enseigner des doctrines apparemment contraires au Compendium des principes sur la doctrine de l'inspiration biblique en usage dans l'école. Toy, toutefois, éprouvait le besoin de répondre à des questions concernant sa nouvelle compréhension de l'Ancien Testament, quand des étudiants curieux l'interrogeaient. C'est un article publié en avril 1879 dans le Sunday School Times et concernant son point de vue sur Isaïe 53:1-12 qui aboutit à sa démission forcée en mai de la même année.
Peu après Toy devint professeur de langues hébraïques et sémitiques à l'Université Harvard, il rompit ses liens avec les Southern Baptists et devint un unitarien pratiquant. Son licenciement continua à provoquer des grondements dans la vie des Southern Baptists. Deux jeunes missionnaires nommés par le Foreign Mission Board (SBC) se virent finalement écartés parce qu'ils exprimaient des vues similaires à celles du professeur Toy.

## Relations avec Lottie Moon
Outre pour sa controverse au Southern Seminary, Toy est également célèbre pour avoir été le professeur de Lottie Moon (Charlotte Diggs Moon), la « sainte patronne » des missions des Southern Baptists, et s'être fiancé avec elle. C'est à l'Institut féminin d'Albermarle, créé par John Broadus qui avait fondé le Southern Seminary, que Toy la rencontra pour la première fois. Lottie était une étudiante fort douée pour les langues, et elle fut l'une des premières femmes du Sud à obtenir dans ce domaine un diplôme de maîtrise. Ayant déjà étudié le latin, le grec, le français, l'italien et l'espagnol, elle apprit la grammaire de l'hébreu et de l'anglais sous la conduite de Toy qui a porté sur elle ce jugement : « Elle écrit le meilleur anglais que j'aie jamais eu le privilège de lire. » 
Lottie Moon devint missionnaire à Tengchow, en Chine. Dans sa correspondance de 1881 avec H. A. Tupper, secrétaire du Foreign Mission Board, Moon fit part de ses projets de mariage avec Toy, qui était alors professeur à Harvard. En fin de compte, les relations entre Toy et Moon furent rompues avant que ces projets eussent été réalisés. Moon invoqua des raisons religieuses pour y renoncer : les nouvelles croyances de Toy au sujet de la Bible et sa propre décision de rester en Chine et d'y travailler pour les Southern Baptists.

## Œuvres
- The History of the Religion of Israel: An Old Testament Primer. Boston: American Unitarian Association, 1882.
- Judaism and Christianity: A Sketch of the Progress of Thought from Old Testament to New Testament. Boston: Little, Brown, 1891.
- Esther as Babylonian Goddess. Boston: Houghton Mifflin, 1898.
- A Critical and Exegetical Commentary on the Book of Proverbs. New York: Scribner's, 1899.
- The Book of the Prophet Ezekiel. New York: Dodd, 1899.
- Introduction to the History of Religions. Boston: Ginn, 1913.

## Sources
- (en) Cet article est partiellement ou en totalité issu de l’article de Wikipédia en anglais intitulé « Crawford Howell Toy » (voir la liste des auteurs).